# Barrientos Island
Barrientos Island (englisch; in Chile Isla Barrientos, in Argentinien Islote Turner) ist eine Insel im Archipel der Südlichen Shetlandinseln. In der Gruppe der Aitcho-Inseln in der English Strait liegt sie nordwestlich von Cecilia Island, 3,5 km nordnordwestlich des Canto Point der Livingston-Insel sowie 1 km nordöstlich von Dee Island.
Wissenschaftler der 3. Chilenischen Antarktisexpedition (1948–1949) benannten sie. Der weitere Benennungshintergrund ist nicht überliefert. Gleiches gilt für die argentinische Benennung. Das UK Antarctic Place-Names Committee überführte die chilenische Benennung im Jahr 2004 ins Englische.